# Juniorské mistrovství Evropy v lovu kaprů
Juniorské mistrovství Evropy v lovu kaprů (European Carp Championship for Juniors, zkráceně též Katlov Junior Cup) je sportovní a kulturně-společenská akce, která se od roku 2015 každoročně koná na rybníku Katlov, nedaleko Červených Janovic, v okrese Kutná Hora. Jedním z hlavních iniciátorů a pořadatelů akce je český rybář a držitel několika světových rybářských rekordů Jakub Vágner. Slavnostní zahájení akce předcházející závodům a doprovodnému programu probíhá v Kutné Hoře.

## Slavnostní zahájení v Kutné Hoře
Slavnostní zahájení v Kutné Hoře se tradičně koná v prostorách národní kulturní památky Vlašský dvůr za účasti starosty Kutné Hory. Z této památky poté putuje průvod městem okolo kostela sv. Jakuba, Hrádku a Jezuitské koleje do  chrámu sv. Barbory. V chrámu sv. Barbory pokračuje slavnostní ceremonie a mimo jiné si zde jednotlivé týmy losují svá místa na rybníku Katlov. Program je zakončen vypuštěním holubic od chrámu (v roce 2017 však k tomu nedošlo pro náhlou průtrž mračen).

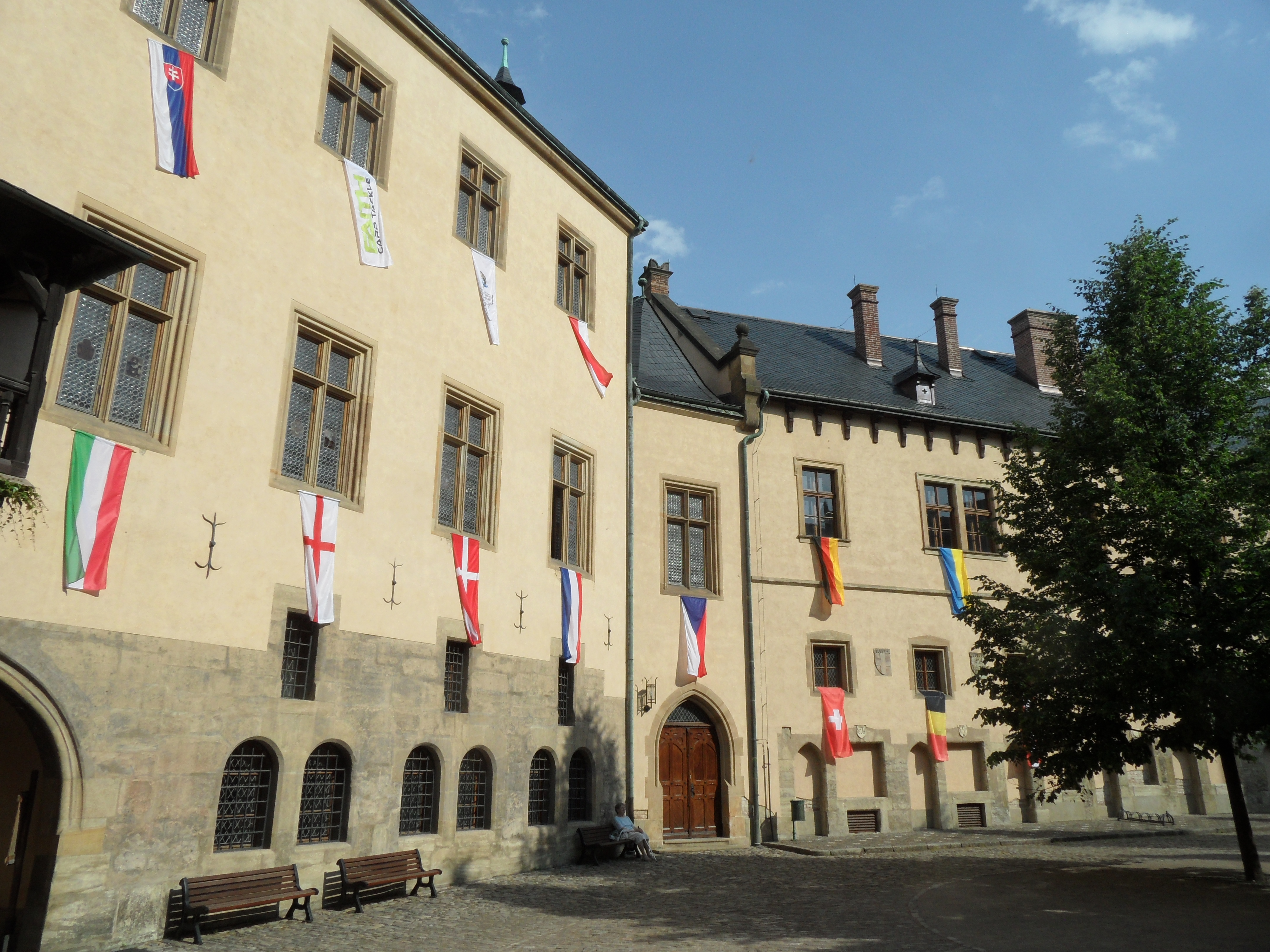
Vlajky účastníků ve Vlašském dvoře
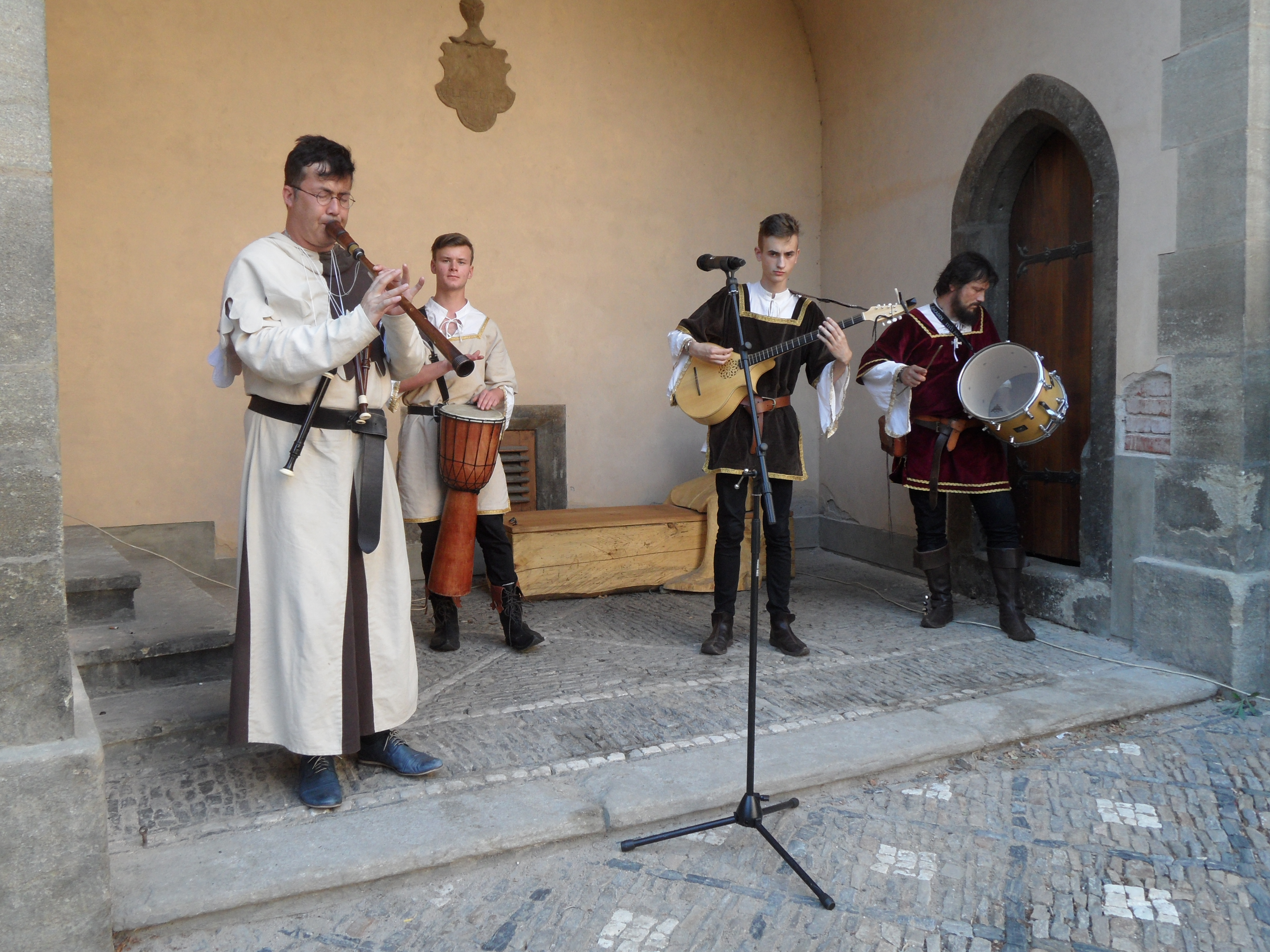
Slavnostní zahájení v roce 2017
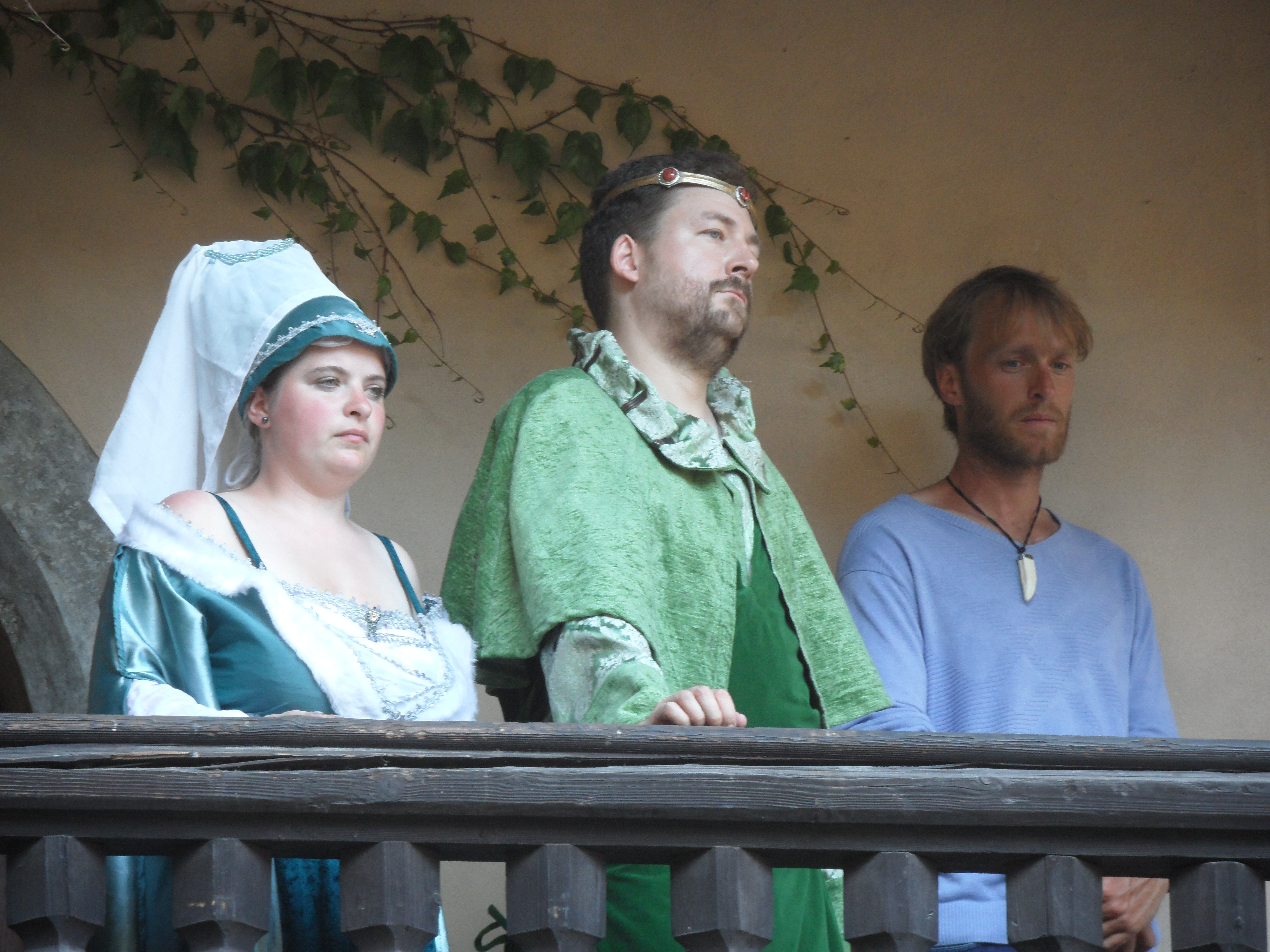
Balkón Vlašského dvora
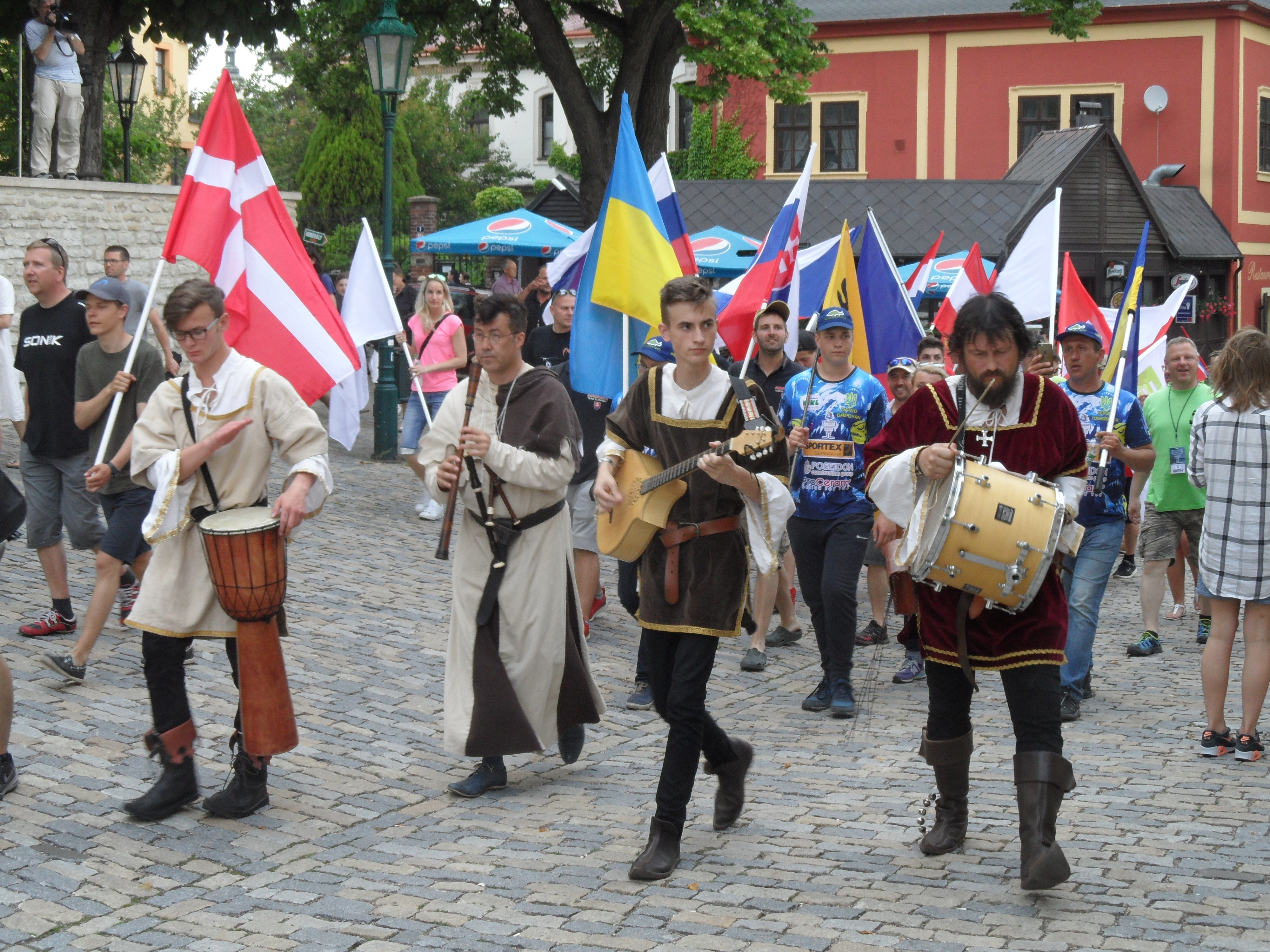
Průvod Kutnou Horou
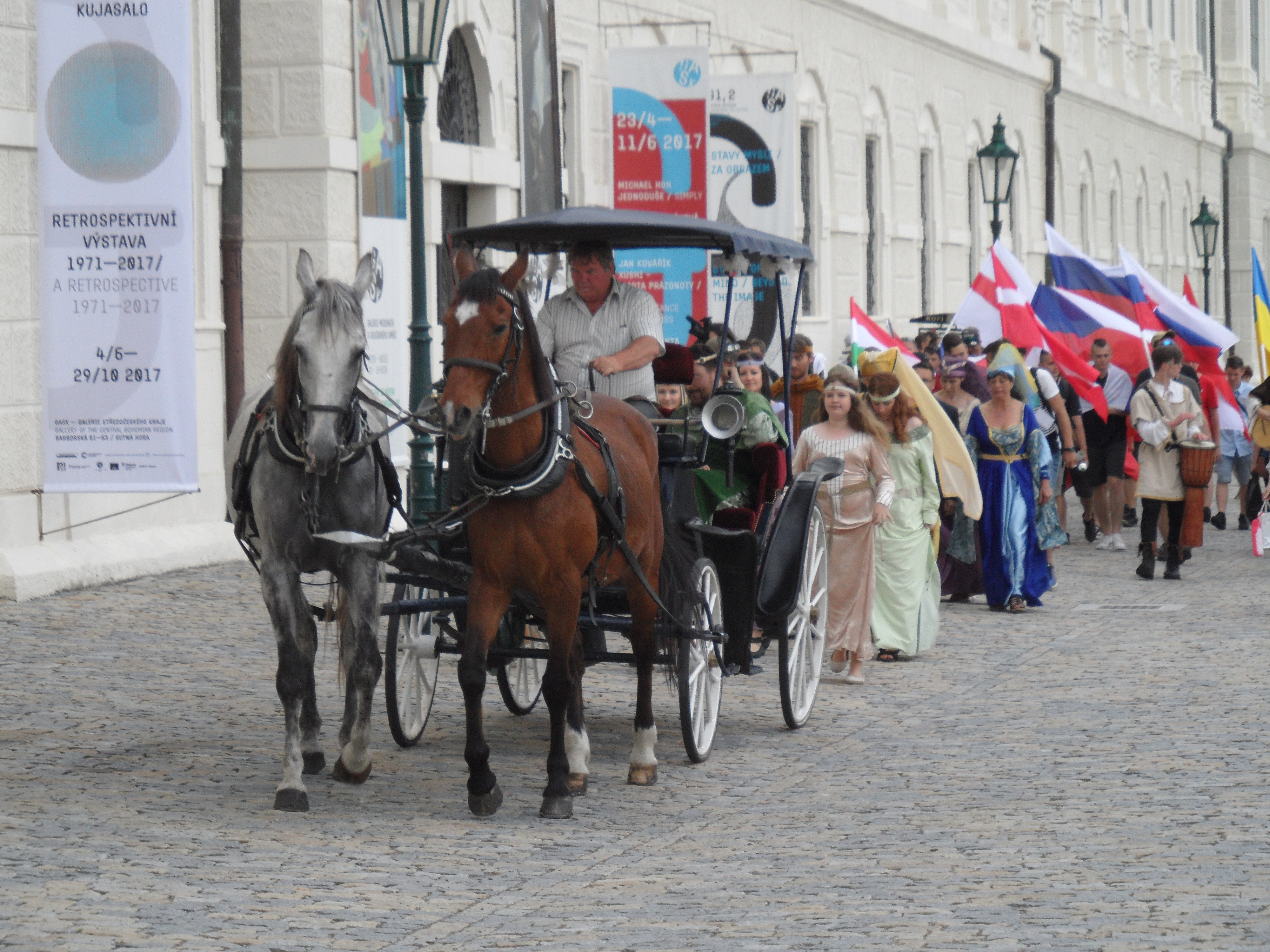
Průvod Kutnou Horou
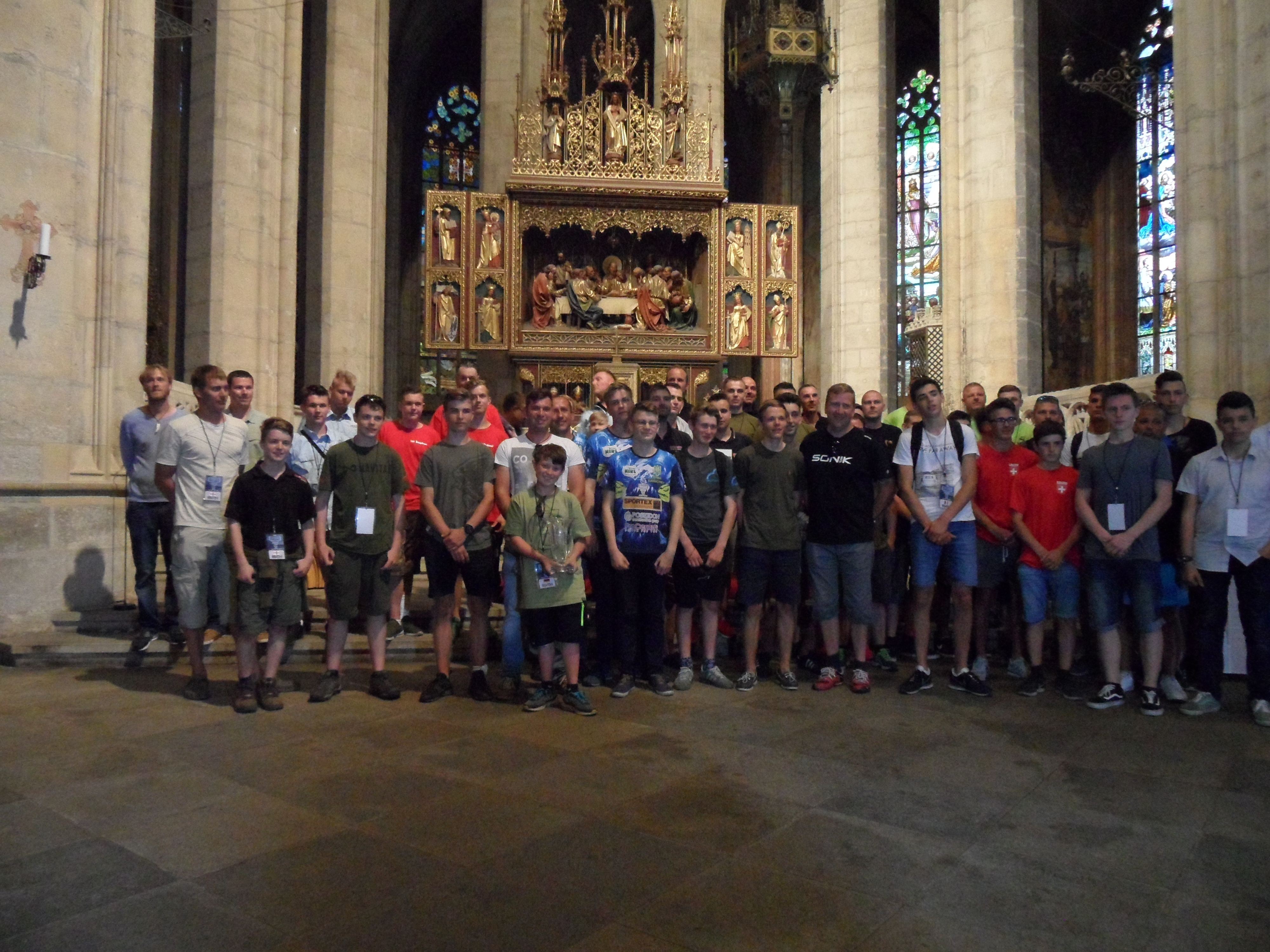
Ceremonie v chrámu sv. Barbory

## Hlavní program: rybník Katlov
Na rybníku Katlov se konají vlastní několikadenní závody, kterých se v jednotlivých letech účastnily týmy přibližně z 15 evropských zemích. Závody jsem zakončeny slavnostním vyhlášením výsledků, které jsou součástí rozsáhlého doprovodného programu. Protože akce zpravidla končí začátkem června (a 1. června je Mezinárodní den dětí, doprovodný program je nazván Dětský den rybářských slavností na jezeře Katlov, své si však zde najdou celé rodiny.
Např. v roce 2017 (vedle různých doprovodných stánků, skákacího hradu a dalších atrakcí, rybářské školičky pro děti) zde proběhla (za velkého zájmu děti i dospělých diváků) ukázka vzácných dravců a vystoupení sokolníků. následována losováním tomboly, promítáním jednoho z filmů Jakuba Vágnera a beseda s ním, vyhlášením výsledků závodů a bohatým hudebním programem. Mimo jiné zde vystoupila kapela Queenie (Queen revival) a Adam Mišík se svou kapelou. V roce 2017 záštitu nad akcí převzali tehdejší ministryně pro místní rozvoj Karla Šlechtová a ministr zemědělství Marian Jurečka.
Evropského šampionátu juniorů v lovu kaprů se v roce 2017 zúčastnilo celkem čtrnáct týmů ze třinácti zemí. Závod byl odstartován za účasti Franka Warwicka, který zde byl jako host a zároveň i komentátor.
Vítězem se stal švýcarský tým, na druhém místě skončil tým České republiky, který v závodě dlouho vedl. Na třetím místě se umístil tým z Německa. Druhý český tým se umístil na desátém místě.,

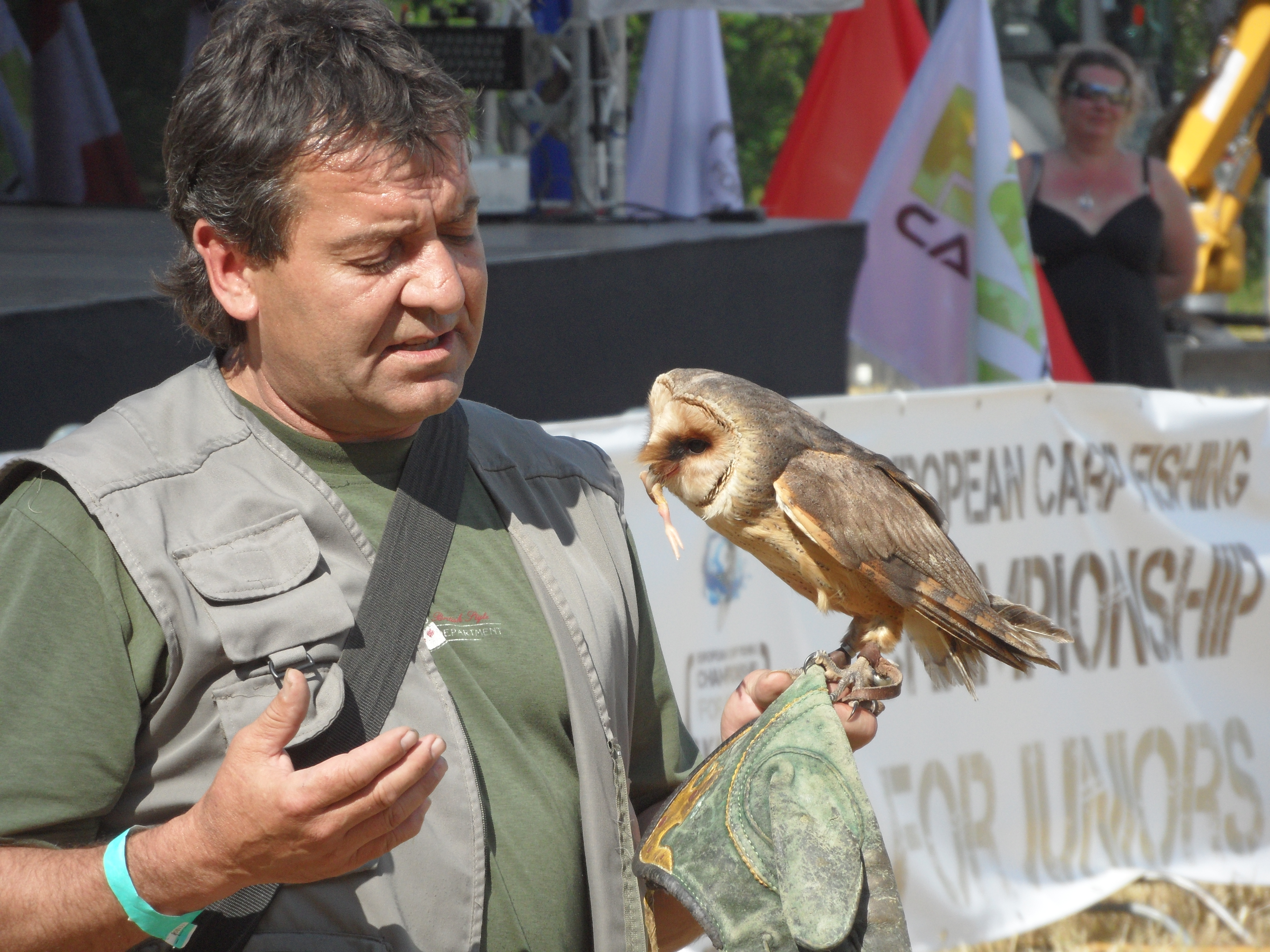
2017: Z vystoupení sokolníků
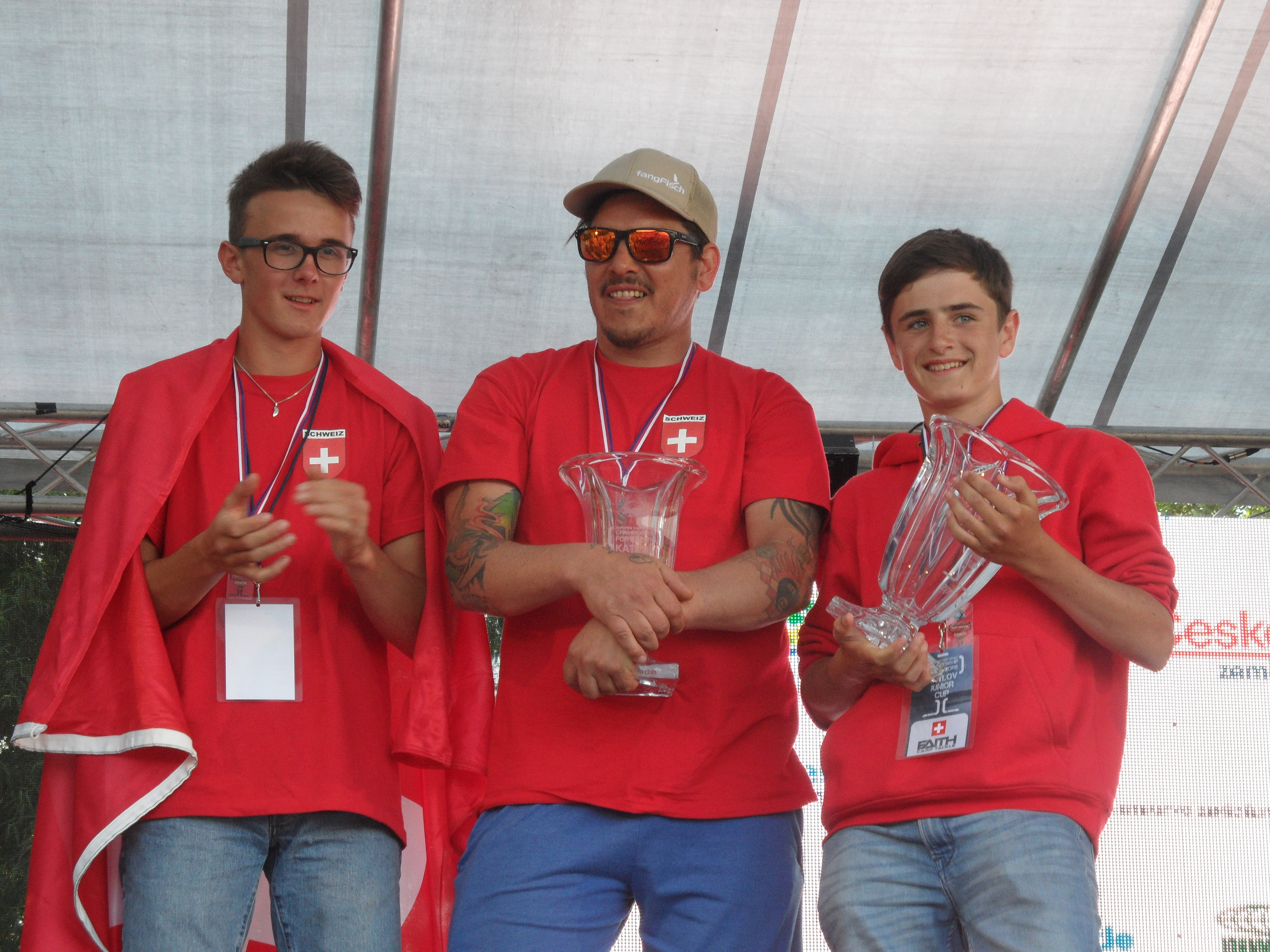
Vyhlašování vítězů (Švýcaři: 1. místo)
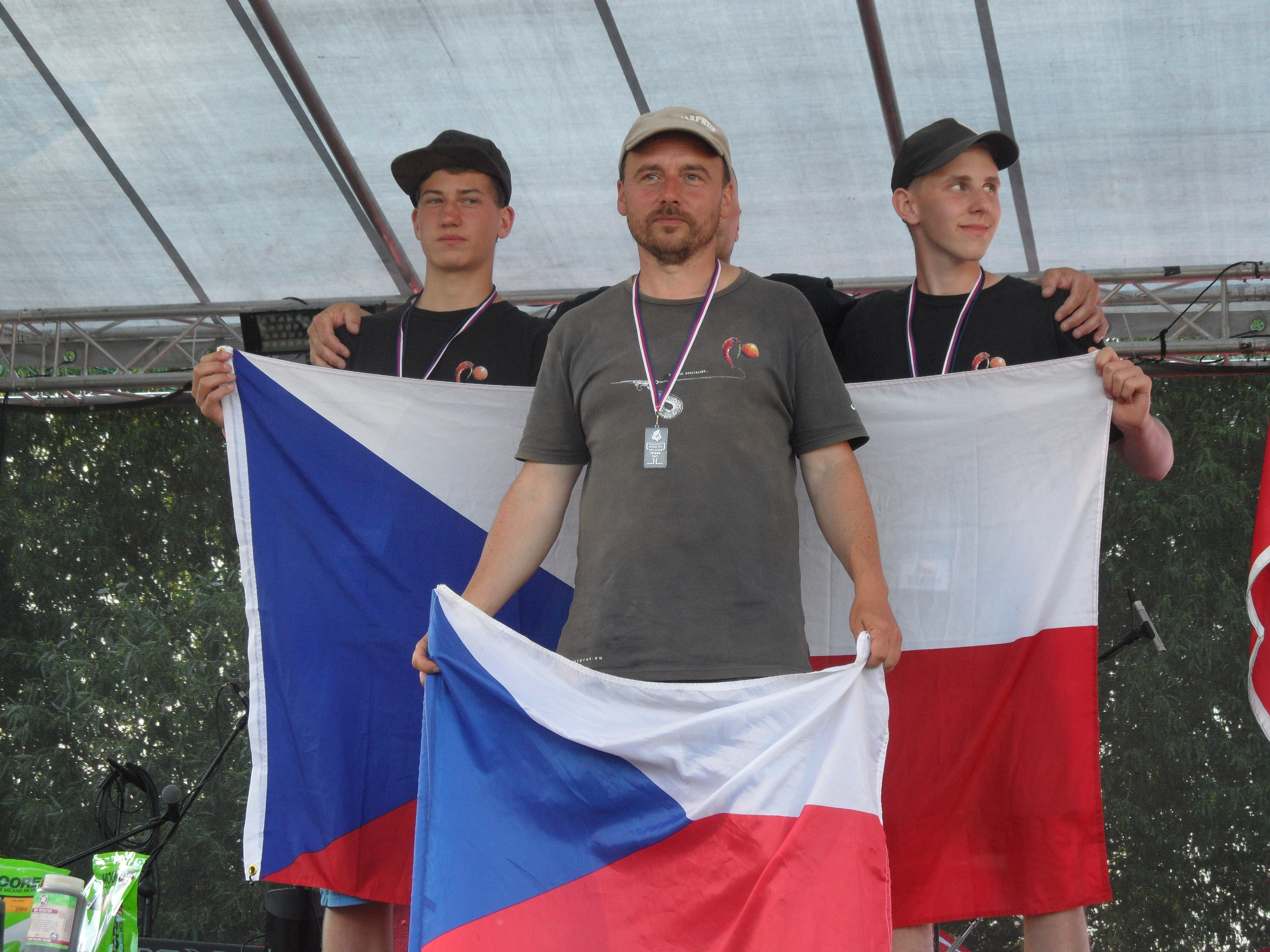
Vyhlašování vítězů (Češi: 2. místo)
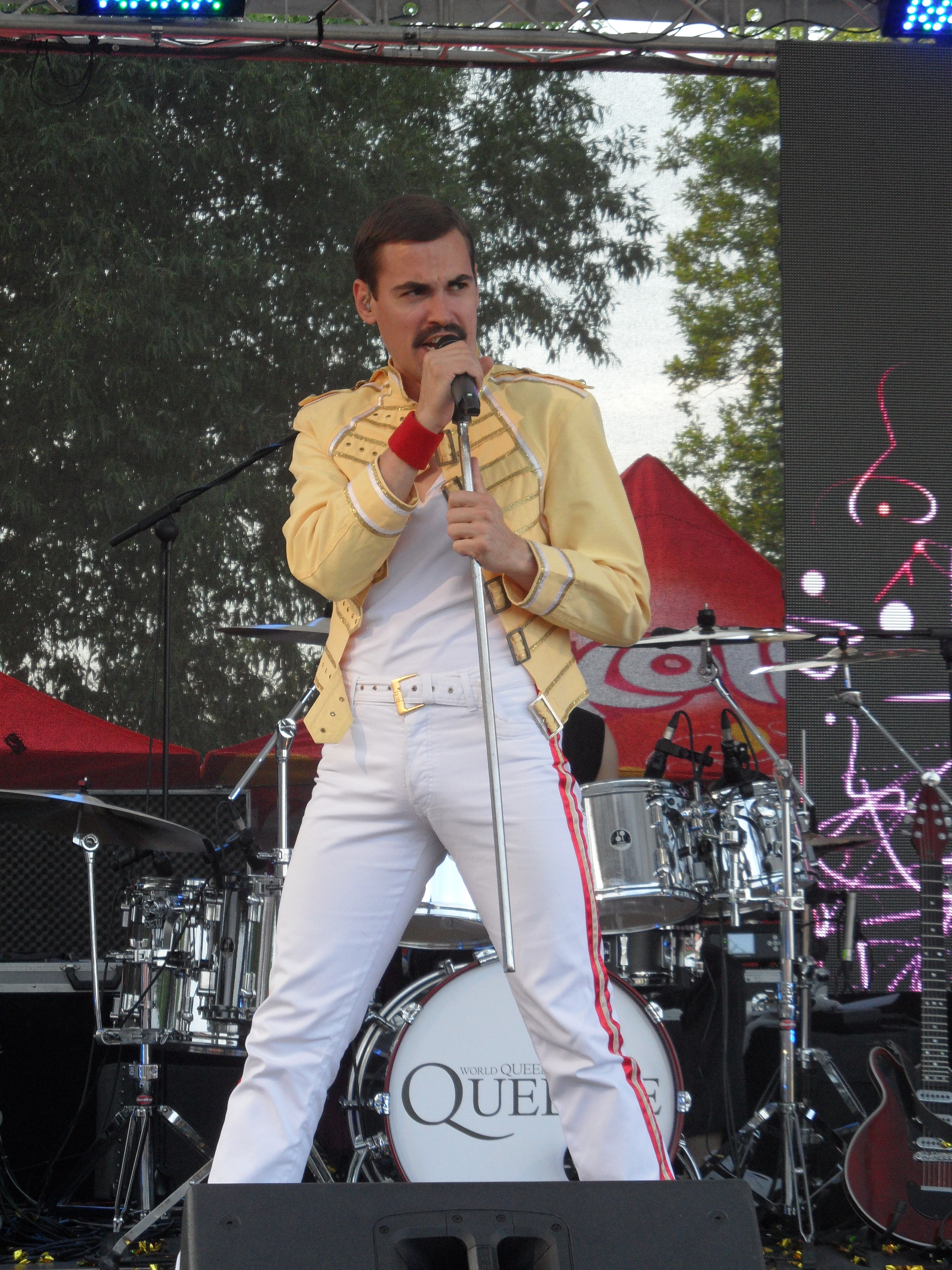
kapela Queenie
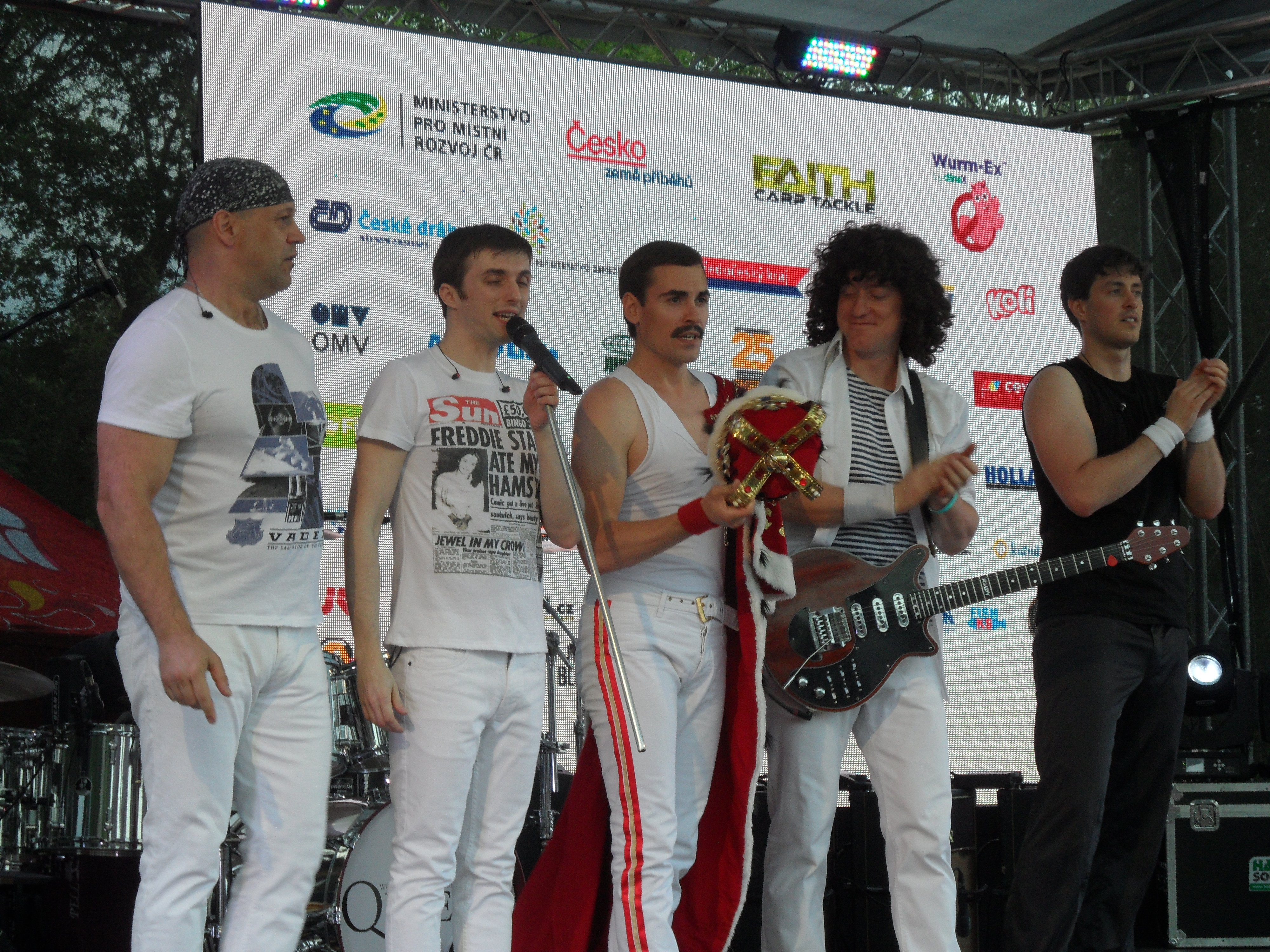
kapela Queenie
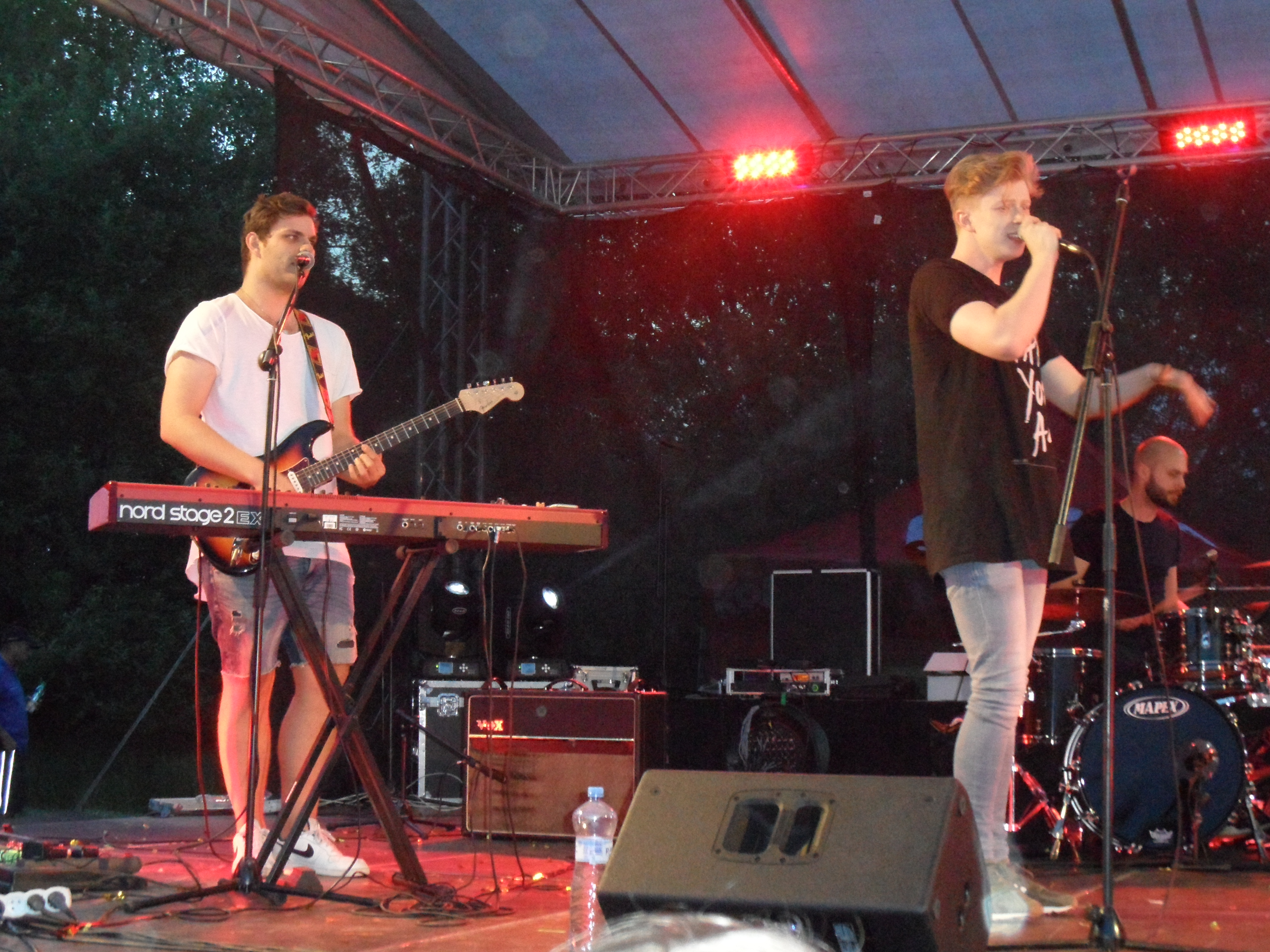
Adam Mišík